# Juan Antonio Bernal
Juan Antonio Bernal García (Barcelona, 22 de julio de 1962) es un actor de doblaje y locutor español.

## Biografía
A la temprana edad de diecisiete años, se incorpora a la radio como montador musical; concretamentente, en Radio Miramar de Barcelona. Cinco años después, con veintidós años, empieza a desempeñar su labor como locutor en Radio Salud. En 1986, abandona la radio para incorporarse a la profesión del doblaje. Su primer papel importante fue en la serie "Canción Triste de Hill Street", en la que doblaba a Bobby Hill; y su primer papel importante en cine, fue en 1988, doblando al actor Tim Robbins en "Los búfalos de Durham".
A raíz de aquí, comenzaría una dilatada carrera en doblaje, que ya son más de 30 años en la profesión y en donde ha realizado multitud de trabajos destacados y reconocidos: Ralph Fiennes en "La lista de Schindler", Viggo Mortensen en "El Señor de los Anillos", James Gilbert in "American soldiers: Un día en Iran", Benicio del Toro en "Traffic (película)", Kiefer Sutherland en "24 (serie de televisión)"; Robert Downey Jr. en "Iron Man (película)", Timothy Hutton en "Beautiful Girls", Vince Vaughn en "True Detective", Kevin Bacon en "Mystic River", Jason Statham en "The Transporter", François Cluzet en "Intouchables", y un largo etcétera. Además, es la voz del Pato Lucas -a quien tiene un gran cariño, puesto se divierte mucho doblándolo-. Uno de sus actores favoritos es Ralph Fiennes, y doblarlo en "La lista de Schindler" fue un punto de inflexión en su carrera.
Posee un gran abanico de actores que dobla habitualmente: Ralph Fiennes, Vince Vaughn, Robert Downey Jr., Kiefer Sutherland, Jason Statham, Kevin Bacon, Peter Dinklage, Tim Robbins, Benicio del Toro, Timothy Hutton, Viggo Mortensen, William Baldwin, Josh Brolin, Robert Carlyle, Vincent Cassel, François Cluzet, Chow Yun-Fat, Colin Firth, Jamie Foxx, Gary Sinise, Peter Gallagher, Val Kilmer, Rob Lowe, Dermot Mulroney, Jason Patric, Aidan Quinn, Christian Slater, James Spader, Ben Stiller, Eric Stoltz, Dominic West, etc. Ha participado en más de 2000 doblajes. En catalán, suele ser la voz habitual de Travis Riker y Antonio Banderas.
También es destacable su labor como locutor de publicidad; ha prestado su voz a multitud de campañas publicitarias, tanto en castellano como en catalán.
Es hijo del dibujante Antonio Bernal Romero.

## Número de doblajes de actores más conocidos
- Voz habitual de Ralph Fiennes (en 37 películas) desde 1993.
- Voz habitual de Kiefer Sutherland (en 36 películas) desde 1988.
- Voz habitual de Jason Statham (en 34 películas) desde 2000.
- Voz habitual de Timothy Hutton (en 31 películas) desde 1989.
- Voz habitual de Jamie Foxx (en 28 películas) desde 2001.
- Voz habitual de Dermot Mulroney (en 28 películas) desde 1993.
- Voz habitual de Vince Vaughn (en 27 películas) desde 2000.
- Voz habitual de Colin Firth (en 25 películas) desde 1998.
- Voz habitual de Viggo Mortensen (en 23 películas) desde 1996.
- Voz habitual de Robert Downey Jr. (en 23 películas) desde 2003.
- Voz habitual de Kevin Bacon (en 22 películas) desde 1995.
- Voz habitual de Benicio del Toro (en 18 películas) desde 1996.
- Voz habitual de William Baldwin (en 15 películas) desde 1991.
- Voz habitual de Peter Gallagher (en 15 películas) desde 1992.
- Voz habitual de Val Kilmer (en 13 películas) desde 1999.
- Voz habitual de Ben Stiller (en 13 películas) desde 1989.
- Voz habitual de François Cluzet (en 12 películas) desde 2003.
- Voz habitual de Vincent Cassel (en 11 películas) desde 2001.
- Voz habitual de James Spader (en 11 películas) desde 1994.